# Аннаполис (графство, Новая Шотландия)
Аннаполис — графство в канадской провинции Новая Шотландия. Графство является переписным районом и административной единицей провинции.

## География
Графство расположено в южной части полуострова Новая Шотландия. На севере территория омывается водами залива Фанди, известного своими высокими приливами. Аннаполис граничит с графством Дигби на западе, Кингс — на востоке, Куинс — на юге и Луненберг — на юго-востоке.
В северной части параллельно побережью протекает река Аннаполис, впадающая в бухту Аннаполис-Бейсин. Бухта соединена с заливом узким перешейком Дигби-Гат (англ. Digby Gut). Кроме Аннаполиса, в бухту впадают реки Бивер и Мус. На территории графства расположено несколько озёр. Крупными озёрами на территории графства являются Кеджимкуджик, Парадайз (Paradise), Малгрейв (Mulgrave). Долина реки Аннаполис окружена Северными и Южными горами, которые являются частью Аппалачей. На территории графства расположена высшая точка Северных гор — Маунт-Роуз высотой 235 метров над уровнем моря.
В южной части графства расположена большая природоохранная зона, которая включает национальный парк Кеджимкуджик, названный так по одноимённому озеру, и природный заповедник Тобеатик (англ. Tobeatic). Ещё два заповедника, Макгилл-Лейк и Клод-Лейк, расположены в восточной части графства, причём последний — на границе с графством Куинс.

## История
Графство Аннаполис было образовано 17 августа 1759 года. Оно названо по имени административного центра Аннаполис-Ройал, который в свою очередь был назван в честь королевы Великобритании Анны. В 1833 году появилась идея о разделении графства. В House of Assembly было подано две соответствующие петиции. Разделение на графства Аннаполис и Дигби произошло в 1837 году.

## Администрация
Графство разделено на 11 округов и управляется муниципальным советом. В ведении администрации находится вся территория графства, за исключением трёх городов, которые управляются собственными муниципальными образованиями.
Глава муниципального совета: Питер Ньютон.

## Население
Для нужд статистической службы Канады графство разделено на три города, две индейских резервации и четыре неорганизованных области.
| Название            | Оригинальное название | Статус                   | Площадь  | Население |
| ------------------- | --------------------- | ------------------------ | -------- | --------- |
| Аннаполис-Ройал     | Annapolis Royal       | Город                    | 2,04     | 444       |
| Бриджтаун           | Bridgetown            | Город                    | 3,54     | 972       |
| Мидлтон             | Middleton             | Город                    | 5,44     | 1 829     |
| Бэр-Ривер 6 (часть) | Bear River (Part) 6   | Индейская резервация     | 3,12     | 42        |
| Бэр-Ривер 6B        | Bear River 6B         | Индейская резервация     | 0,23     | 10        |
| Округ A             | Annapolis, Subd. A    | Неорганизованная область | 614,18   | 6 342     |
| Округ B             | Annapolis, Subd. B    | Неорганизованная область | 373,62   | 3 707     |
| Округ C             | Annapolis, Subd. C    | Неорганизованная область | 207,55   | 5 085     |
| Округ D             | Annapolis, Subd. D    | Неорганизованная область | 1 975,25 | 3 007     |

## Экономика
По территории графства проходит автодорога провинциального значения  Хайвей 101, а также ряд дорог, управляемых графством, основными из которых являются магистрали 1, 8, 10 и коллекторы 201, 221 и 362.
На территории графства расположено более 15 исторических объектов, включая один из первых национальных исторических объектов Форт-Энн, построенный в 1629 году и охраняемый государством с 1917 года.

## Персоналии
На кладбище Вудлаун (англ. Woodlawn) похоронен Артур Кеннеди (1914—1990).